# TRT World

Logo von TRT World

TRT World ist ein türkischer Nachrichtensender, der rund um die Uhr in englischer Sprache zu globalen Ereignissen sendet.
Sitz des Senders ist Istanbul. Er ist Teil der öffentlich-rechtlichen Rundfunkgesellschaft der Türkei (Türkiye Radyo ve Televizyon Kurumu). Das Programm richtet sich an Zuschauer weltweit, es ist über Satellit und Kabel sowie einen Livestream im Internet zu empfangen. Zusätzlich zum Hauptsitz in Istanbul verfügt TRT über Studios in Washington, D.C., London, Mumbai, Singapur, Peking, Islamabad, Bangkok und Jakarta.

## Gründungsidee
TRT World wurde 2015 von der TRT gegründet und nahm im selben Jahr am 30. Juni den Betrieb auf. Als Treiber für die Gründung des Senders wird die „politische Stabilität“ der Türkei und der wirtschaftliche Aufschwung in den letzten 20 Jahren genannt, wodurch die Türkei regional als auch global an Bedeutung gewonnen habe. Der Sender hat die Aufgabe, die Sicht der Türkei aufzuzeigen und dem Publikum „neue Perspektiven auf Weltgeschehen“ zu bieten. Die Zielgruppe waren ursprünglich primär alle Turksprachigen (Turkvölker) und Menschen muslimischen Glaubens. Mittlerweile richtet sich der Inhalt an ein globales Publikum.
Der Sender richtet sich nach zwei Motti. Zum einen ist es das Sprichwort „die Welt ist größer als fünf“ (Bigger Than Five). Hierbei prangert der türkische Präsident Recep Tayyip Erdoğan jeweils „die Struktur der Vereinten Nationen“, die seit dem Zweiten Weltkrieg fortbestehe, an. Seine Regierung stellte immer wieder klar, dass für sie die Welt nicht nur aus den USA, Russland, Frankreich, Großbritannien und China, den fünf ständigen Mitglieder des UN-Sicherheitsrates mit Vetorecht, bestehen und andere Nationen zu kurz kämen. Ein weiterer Slogan ist Where News Inspires Change. TRT World produziert Dokumentationen von oft „kaum bekannten Völkern und Geschehnissen“. Das Ziel hierbei ist, dass mit solchen Videobeiträgen „Änderungen bewirkt“ werden.
Als Vorbild für TRT World dienten unter anderem die Deutsche Welle (Deutschland), Al Jazeera (Katar) und NHK TV (Japan).

## Reichweite
Die Entwicklung von TRT World war für die Gründer zufriedenstellend. Das eigene Ziel von 45 Millionen Zuschauern pro Tag wurde bei weitem überschritten. Aktuell liege die durchschnittliche Anzahl der Zuschauer pro Tag bei 79 Millionen. Damit kamen erste Gedanken auf nebst Englisch auch in weiteren Sprachen zu senden. TRT Arabi sendet auf Arabisch und wurde nach dem Vorbild von TRT World in einen Nachrichtensender umgewandelt. Im Dezember 2019 begann die TRT die Betaphase für TRT Deutsch. Im Mai 2020 startete ebenfalls TRT Russian mit der Betaphase. Die beiden Bereiche betreiben zurzeit keinen Fernsehsender. Sie produzieren, wie TRT World, kurze Videos für die sozialen Medien und haben eine Website mit Nachrichten und Analysen. Im Januar 2020 bezog das Redaktionsteam von TRT Deutsch seine Räume in Berlin.

## Inhalte
TRT World ist ein Nachrichtensender. Die Programme haben alle einen informativen Charakter, der Sender bietet keine Unterhaltungssendungen.
Newshour
Täglich dreimal erscheint die Sendung Newshour, in der Moderator Adnan Newaz während einer Stunde über aktuelle Ereignisse detailliert berichtet.
Newsfeed
Kamali Melbourne macht auf die beliebtesten Posts und meistgenutzten Hashtags auf den sozialen Medien aufmerksam. Die Sendung dauert 15 Minuten.
Showcase
Showcase ist die Kunst- und Kultursendung, präsentiert von Elif Bereketli.
Roundtable
Das ist die Diskussionssendung von TRT World. David Foster debattiert dabei täglich jeweils mit vier Gästen über aktuelle Themen.
Money Talks
Auskar Surbakti moderiert dieses Programm. Täglich jeweils während 30 Minuten werden Nachrichten rund um das Thema Wirtschaft präsentiert und analysiert.
Strait Talk
Eine Sendung mit Nachrichten, Diskussionen und Analysen im Zusammenhang mit der Türkei. Ayşe Süberker ist die Moderatorin.
Nexus
Matthew Moore und sein Team greifen Themen auf, die in Vergessenheit geraten sind oder sie als erwähnenswert einstufen und bekannt machen wollen. Die Sendung wird jeweils zweimal täglich ausgestrahlt.
Off The Grid
Dokumentationen, die in unregelmäßigen Abständen gesendet werden.

## Kritik
Nach dem Putschversuch von 2016 traten 35 Journalisten, die erst kurz zuvor dem Sender beigetreten waren, zurück, – darunter auch der Nachrichtendirektor Juan Carlos Van Meek. Einer der Kündigenden erklärte:

“I no longer hold out any hope that this channel will become what I wanted it to become (…) After the coup, it became very apparent that the channel had no intention of actually covering it properly, in a professional, international broadcast standard.”

„Ich habe keine Hoffnung mehr, dass dieser Kanal das wird, was ich wollte (…) Nach dem Putsch wurde es sehr offensichtlich, dass der Sender nicht die Absicht hatte, die Dinge wahrheitsgemäß darzustellen – auf dem Standard professioneller, internationaler Sender.“

Der Geschäftsführer erklärte, dass er nie einen Anruf von Ankara erhalten hatte, in dem versucht wurde, die Sendung zu umrahmen oder ihnen Gesprächsthemen zu geben.